# MLB
MLB (скр. од енгл.  — „Главна лига бејзбола”) је највећа професионална лига бејзбола у Северној Америци. Настала је 1903. године спајањем Националне лиге и Америчке лиге, основаних 1876. и 1901. године. Чини је 29 клубова из САД и један из Канаде подељених у две лиге (15 тимова у Националној лиги (НЛ) и 15 у Америчкој лиги (АЛ)) и по три дивизије са по пет тимова. Дивизије су следеће: Запад, Централ и Исток. Почев од 1903. године, две лиге су сарађивале, али су остале правно одвојене целине до 2000. године, када су се спојиле у јединствену организацију коју предводи комесар за бејзбол. Седиште лиге је у Мидтаун Менхетну.
Први отворено професионални тим бејзбола био је Синсинати ред стокингс, који је основан 1869. Пре тога су неки тимови потајно плаћали неке играче. Првих неколико деценија професионалног бејзбола карактерисало је ривалство између лига и играча који су често прелазили из једног тима или једне лиге у другу. Период пре 1920. познат је као ера мртвих лопти, током које су играчи ретко погађали хоум-ранове. Професионални бејзбол у Сједињеним Државама преживео је заверу да се намести Светска серија 1919, што је постало познато као скандал Блек сокса. Популарност овог спорта порасла је двадесетих година прошлог века и преживео је потенцијалне падове током Велике депресије и Другог светског рата. Убрзо након рата, Џеки Робинсон је пробио бејзболску баријеру боје.
Педесете и шездесете године 20. века биле су време ширења и пресељења клубова за АЛ и НЛ. Нови стадиони и подлоге са вештачким травњаком почели су да мењају игру седамдесетих и осамдесетих година прошлог века. Хоум-ранови су доминирали игром током 1990-их, а у извештајима медија почело се расправљати о употреби анаболичких стероида међу МЛБ играчима средином 2000-их. Године 2006, истрага је произвела Мичелов извештај, који је имплицирао многе играче у употребу супстанци за побољшање учинка, укључујући најмање једног играча из сваког тима.
Данас, МЛБ чини 30 тимова: 29 у Сједињеним Државама и 1 у Канади. Тимови играју 162 утакмице сваке сезоне, а пет тимова у свакој лиги пласира се у постсезонски турнир од четири кола који кулминира у Светским серијама, најбољом од седам првенствених серија између два шампиона лиге које датирају из 1903. Бејзбол утакмице се преносе на телевизији, радију и интернету широм Северне Америке и у неколико других земаља. МЛБ има највећу посећеност сезоне у било којој спортској лиги на свету са више од 69,6 милиона гледалаца у 2018. години.
МЛБ такође надгледа Малу лигу бејзбола, који се састоји од нижих тимова повезаних са клубовима главне лиге. МЛБ и Светска бејзбол софтбол конфедерација заједнички управљају међународним Светским бејзболским класичним турниром.
МЛБ је друга најбогатија професионална спортска лига по приходу након Националне фудбалске лиге (НФЛ).

## Организациона структура
МЛБ акције су регулисане Уставом главне лиге бејзбола. Овај документ је претрпео неколико инкарнација од свог настанка 1876. године. Под управом комесара за бејзбол, МЛБ ангажује и одржава спортске екипе и преговара о маркетиншким, радним и телевизијским уговорима. МЛБ одржава јединствени, контролни статус над овим спортом, укључујући већину аспеката Мале лиге бејзбола. То је великим делом резултат пресуде Врховног суда САД из 1922. године о Савезу за бејзбол против Националне лиге, према којој се сматра да бејзбол није међудржавна трговина и да према томе не подлеже савезном антитрустовском закону. Ова пресуда је била  веома малој мери ослабљена од њеног доношења. Ослабљена пресуда дала је већу стабилност власницима тимова и довела је до повећања вредности са двоцифреним стопама. Било је неколико изазова за примат МЛБ-а у спорту, са запаженим покушајима успостављања конкурентских лига који су се догодили током 1870-их, 1916. године са краткотрајном Савезном лигом и 1960. године с обустављеном Континенталном лигом.
Извршни директор МЛБ-а је тренутно Роб Манфред. Главни оперативни директор је Тони Петити. Постоји још пет руководилаца: председник (за пословање и медије), главни службеник за комуникације, главни правни директор, финансијски директор и главни директор бејзбола.
Мултимедијална филијала МЛБ-а са седиштем у Њујорку је МЛБ напредни медији. Ова филијала надгледа MLB.com и веб локације свих 30 тимова. У њеној повељи стоји да МЛБ напредни медији имају уређивачку независност од лиге, али су под истом власничком групом и планом расподеле прихода. Организација МЛБ продукције је слично структурирано крило лиге, које ставља фокус на видео и традиционално емитоване медије. МЛБ такође поседује 67 процената МЛБ мреже, док је осталих 33 процента подељено између неколико кабловских оператора и сателитског предузећа DirecTV. Оно делује из студија у Сикокусу у држави Њу Џерзи, и такође има уредничку независност од лиге.